# ГЕС Song Tranh 2
ГЕС Song Tranh 2 — гідроелектростанція у центральній частині В'єтнаму. Знаходячись перед ГЕС Song Tranh 3, становить верхній ступінь каскаду на річці Thu Bon (у верхній течії — Tranh), яка впадає до Південнокитайського моря біля міста Хоям. Можливо також відзначити, що існують плани спорудження вище по сточищу невеликої ГЕС Song Tranh 1 (20 МВт).
У межах проєкту річку перекрили греблею з ущільненого котком бетону висотою 96 метрів та довжиною 660 метрів. Разом з допоміжною насипною спорудою вона утримує водосховище з площею поверхні від 9,3 км2 до 21,5 км2 та об'ємом 733 млн м3 (корисний об'єм 521 млн м3), у якому припустиме коливання рівня поверхні у операційному режимі між позначками 140 та 175 метрів НРМ.
Зі сховища через лівобережний масив прокладено дериваційний тунель довжиною 1,8 км з діаметром 3,9 метра. В системі також працює запобіжний балансувальний резервуар баштового типу.
Основне обладнання станції становлять дві турбіни типу Френсіс потужністю по 95 МВт, які при напорі у 88 метрів забезпечують виробництво 621 млн кВт·год електроенергії на рік.
Відпрацьована вода повертається у річку по відвідному каналу довжиною 0,15 км.